# Styrrup
Styrrup – przysiółek w Anglii, w Nottinghamshire. Leży 11,8 km od miasta Worksop, 49,7 km od miasta Nottingham i 221,5 km od Londynu. W 1861 miejscowość liczyła 362 mieszkańców. Styrrup jest wspomniana w Domesday Book (1086) jako Estirape.